# Georgi Gretsjko
Georgi Michailovitsj Gretsjko (Russisch: Гео́ргий Миха́йлович Гре́чко) (Sint-Petersburg, 25 mei 1931 – Moskou, 8 april 2017) was een Russisch ruimtevaarder. 
Gretsjko’s eerste ruimtevlucht was met de Sojoez 17 en vond plaats op 11 januari 1975. Doel van deze missie was een koppeling uit te voeren met het Russische ruimtestation Saljoet 4, dat enige weken daarvoor was gelanceerd. Aan boord werd wetenschappelijk onderzoek uitgevoerd. 
Bijna twintig jaar eerder maakte hij deel uit van het team dat Spoetnik 1 in de ruimte bracht; Gretsjko's taak was het berekenen van de juiste lanceerbaan.
In totaal heeft Gretsjko drie ruimtevluchten op zijn naam staan. Tijdens zijn missies maakte hij één ruimtewandeling. In 1992 ging hij met pensioen.
1. ↑  Joelia Vopseva | VK. m.vk.com. Geraadpleegd op 23 september 2022.